# Jiří Štajner
Jiří Štajner (Benešov, 27. svibnja 1976. - ) češki je nogometaš, koji trenutno igra za TJ Spartak Chrastava. Igra na poziciji napadača ili kao navalni vezni igrač. 
Budući da je punih osam godina igrao za njemački Hannover 96, ostao je vrlo cijenjen i popularan od hannoverovih navijača, te je jedan od kultnih igrača toga kluba.

## Reprezentatvina karijera
Za Češku nogometnu reprezentaciju je igrao na Svjetskom prvenstvu 2006. u Njemačkoj.

### Statistike

#### Pregled nastupa za reprezentaciju[2]
| Godina | Nastupi | Zgodici |
| ------ | ------- | ------- |
| 2002.  | 8       | 0       |
| 2003.  | 4       | 1       |
| 2004.  | 2       | 1       |
| 2005.  | 3       | 0       |
| 2006.  | 10      | 2       |
| 2009.  | 5       | 0       |
| 2010.  | 3       | 0       |
| 2011.  | 1       | 0       |
| 2012.  | 1       | 0       |
| Ukupno | 37      | 4       |

#### Zgodici za reprezentaciju[2]
| #  | Nadnevak           | Stadion                                               | Protivnik | Zgoditak (min.) | Rezultat | Utakmica                    |
| -- | ------------------ | ----------------------------------------------------- | --------- | --------------- | -------- | --------------------------- |
| 1. | 11. lipnja 2003.   | Andrův stadion, Olomouc                               | Moldavija | 3:0 (82.)       | 5:0      | Kvalifikacije za EURO 2004. |
| 2. | 18. veljače 2004.  | Stadio Renzo Barbera, Palermo                         | Italija   | 1:1 (42.)       | 2:2      | Prijateljska                |
| 3. | 1. ožujka 2006.    | Olimpijski stadion Atatürk, Istanbul                  | Turska    | 0:2 (61.)       | 2:2      | Prijateljska                |
| 4. | 16. kolovoza 2006. | Nogometni stadion Miroslava Valenty, Uherské Hradiště | Srbija    | 1:0 (3.)        | 1:3      | Prijateljska                |